# Наресуан
Наресуан Великий (тай. สมเด็จพระนเรศวรมหาราช), він же Король Санпет II (тай. สมเด็จพระสรรเพชญ์ที่ 2) — король королівства Аюттхая. Почав своє правління в 1590 році і помер у 1605 році у віці 49 років.

## Життєпис

### Молоді роки
Походив з династії Сукхотай. Син Маха Таммарачи, васального правителя Сукхотай, й Саватдірат, доньці Маха Чаккрапхата, володаря Аюттхаї. Народився у Пхітсанулоці.
1569 року бірманці окупували Аютхаю. У грудні цього року вони призначили Маха Таммарачу царем, а Наресуана (віком 14 років) та його брата Екатотсарота взяли у заручники до Пегу. Там вони отримали військову підготовку. В 1571 бірманці, переконавшись в лояльності Маха Таммарачи, дозволили Наресуану повернутися до Аюттхаї. Батько призначив його правителем Сукхотай і упаратою (спадкоємцем). У 1578 році відбив вторгнення Четти I, володаря Камбоджі.
У 1583 році новий володар імперії Таунгу Нандабаїн стикнувся з повстаннями на півночі. Він зажадав допомогу аюттхайським військом. Але те повільно рушило до Ави під керівництвом Наресуана. У 1584 році Наресуан повернувся до себе, не досягши міста. Невдовзі Маха Таммарача оголосив про незалежність. У тому ж році Нандабаїн рушив на Аюттхаю, але на шляху до столиці зазнав поразки від Наресуана. До 1590 року було відбито ще 3 вторгнення бірманської армії. 1586 року Наресуан напав на державу Ланна, що була васалом імперії Таунгу, і захопив його столицю Чіангмай. 1590 року Наресуан спадкував трон.

### Володарювання
1591 року імперія Таунгу знову напала на Аюттхаю двома арміями, які намагалися підійти до столиці з півночі і з півдня. Біля Нонг-Сараї (тепер провінція Супханбурі) відбулася битва, в якій Наресуан убив спадкоємця престолу Мінг'їсва, після чого ворожі війська відступили.
У 1592 Наресуан року перейшов у наступна ворога, захопивши міста на півдні імпері Таунгу — Тенассерім, Тавой і Мартабан. У 1593 році зі 100-тисячною армією Наресуан атакував Камбоджу, поваливши 1594 року царя Четту I, який втік до Лансангу, після чого Камбоджа назавжди перестала бути суттєвою військовою загрозою для держав регіону. 1594 року підтримав повстання міста Молам'яйн проти Нандабаїна, володаря Таунгу. Військо останнього зазнало поразки. Натомість військо Аюттхаї рушило на столицю Пегу, яка опинилася в облозі. За допомогою військ з Таунгу та Ланни вдалося змусити аттайського короля Наресуана відступити від Пегу. Але було втрачено південну частину Тенассеріму.
1598 року були встановлені торгові відносини з Іспанією. Наресуан був першим правителем Аюттхаї, що встановив відносини з європейцями. Того ж року вдерся до Ланни, втім зустрів опір. Лише 1600 року зумів змусити тамтешнього правителя Норахта Мінсо визнати свою зверхнітсь.
1605 року він загинув під час військового походу до Ланни. За одними відомостями, загинув у бою біля Муангангу, за іншими — помер під час епідемії якоїсь хвороби, ймовірно, віспи. Йому спадкував брат Екатотсарот.